# 진대제
진대제(陳大濟, 1952년 1월 20일 ~ )는 대한민국의 정치인, 기업인이다. 삼성전자 출신으로 참여정부에서 정보통신부 장관을 역임했다. 이후 정계를 은퇴했으나 2021년 재보궐선거 국면에서 국민의힘 소속 나경원 전 의원의 선거캠프 고문으로 영입되었다.

## 생애
미국에서 스탠퍼드 대학교 대학원 전자공학 박사를 취득하고, IBM, 휴렛팩커드 연구원으로 근무하였다. 삼성전자 반도체 임원으로 근무하였고, 세계 최초 16메가 D램을 개발했다. 2000년 삼성전자 디지털미디어총괄 대표이사 사장이 되었다.
2003년부터 2006년 3월까지 노무현 정부에서 제9대 정보통신부 장관을 지냈다.
2006년 4월 열린우리당에 입당하였고, 대한민국 제4회 지방 선거에서 경기도지사 후보로 출마했으나 낙선하였다.
2006년 10월부터 IT기업 전문 펀드운용인 업체 스카이레이크 인베스트먼트 대표이사를 맡고 있다.

## 학력
- 경북중학교 졸업
- 경기고등학교 졸업
- 1977년 : 서울대학교 전자공학 학사
- 1979년 : 매사추세츠 대학교 애머스트 대학원 전자공학 석사
- 1983년 : 스탠퍼드 대학교 대학원 전자공학 박사

## 경력
- 1981년 : 휴렛팩커드 IC LAB 연구원
- 1983년 : 미국 IBM WATSON연구소 연구원
- 1985년 : 삼성전자 미국현지법인 수석연구원
- 1992년 : 삼성전자 반도체부문 상무이사
- 1997년 : 삼성전자 System LSI 사업부장 대표이사 부사장
- 1998년 : 삼성전자 중앙연구소 소장
- 1999년 : 리눅스협의회 회장
- 2000년 : 삼성전자 디지털미디어총괄 대표이사 사장
- 2001년 : 국가과학기술자문회의 자문위원
- 2003년 ~ 2006년 3월 : 제9대 정보통신부 장관
- 2006년 : 한국과학기술원 석좌교수
- 2006년 ~ 2013년 12월 : 스카이레이크인큐베스트 대표이사 사장
- 2006년 : 광운대학교 석좌교수
- 2008년 3월 : 제2대 인천세계도시축전 조직위원회 위원장
- 카이스트 석좌교수
- 2009년 6월 : (사)국비유학한림원 이사장 겸 회장
- (사)국비유학한림원 이사장
- 2013년 12월 ~ 2020년: 스카이레이크 인베스트먼트 최고경영자(CEO)
- 스카이레이크 인베스트먼트 회장
- 헌법재판소 자문위원
- 2018년 1월 ~ 2019년 : 제1대 한국블록체인협회 회장
- 2020년 12월 ~ : 솔루스첨단소재 대표이사
- 국무총리 규제혁신추진단 자문단 ICT·과기·방통 담당

## 역대 선거 결과
| 실시년도 | 선거      | 대수 | 직책   | 선거구 | 정당       | 득표수      | 득표율          | 순위 | 당락 | 비고 |
| -------- | --------- | ---- | ------ | ------ | ---------- | ----------- | --------------- | ---- | ---- | ---- |
| 2006년   | 지방 선거 | 32대 | 도지사 | 경기도 | 열린우리당 | 1,123,284표 | \| \| 30.44% \| | 2위  | 낙선 |      |
|          | 30.44%    |      |        |        |            |             |                 |      |      |      |

## 일화
- 2005년 미국 비즈니스위크 아시아 스타상을 수상했다.
- 2006년 책 《열정을 경영하라》를 집필했다.
- 2008년 3월 7일, 2009 인천 세계도시축전 조직위원회 위원장에 임명되었다.
- 대한민국 제4회 지방 선거에서 경기도지사로 당선된 김문수와 중학교 동기동창이다.

## 논란
- 서울특별시 강남구 자곡동 쟁골마을 본인집 조망권과 재산권을 해친다는 이유로 이웃집 신축을 방해한 사건이 2021년 4월 17일 MBC 《실화탐사대》에서 방송되어 유투브에 게시되었다.[1]

## 참고 자료
- 2005년 3월 10일 '진대제 정보통신부 장관 네티즌과의 대화'

| 전임 이상철 | 제9대 정보통신부 장관 2003년 2월 27일 ~ 2006년 3월 21일 | 후임 노준형 |